# Emmanuel Morin
Emmanuel Morin (Machecoul, 13 marzo 1995) è un ciclista su strada francese che corre per il team Van Rysel-Roubaix; è professionista dal 2019.

## Palmarès

### Strada
- 2016 (US Saint-Herblain)

Grand Prix Leclerc de Lune
Nocturne Saint-Laurent
- 2017 (Sojasun Espoir-ACNC)

Jard-Les Herbiers
- 2018 (Sojasun Espoir-ACNC)

Route bretonne
Manche-Atlantique
Boucles Guégonnaises
Grand Prix Leclerc de Lune
Grand Prix du Pays Mareuillais
4ª tappa Tour Nivernais Morvan (Prémery > Montsauche-les-Settons)
Grand Prix de la Saint-Louis
Grand Prix de Brissac-Quincé
- 2024 (Van Rysel-Roubaix, una vittoria)

Grand Prix de la Ville de Lillers

#### Altri successi
- 2023 (CIC U Nantes Atlantique)

Route Bretonne

## Piazzamenti

### Grandi Giri
- Vuelta a España

2020: 134º
2021: ritirato (7ª tappa)

### Classiche monumento
- Giro di Lombardia

2020: ritirato